# Open delle Puglie 2025 - Doppio
Il doppio femminile del torneo di tennis professionistico Open delle Puglie 2025, facente parte della categoria WTA 125 nell'ambito del WTA 125 2025, si gioca dal 3 all'8 giugno 2025 a Bari, in Italia.
In finale Marija Kozyreva e Iryna Šymanovič hanno sconfitto Quinn Gleason e Ingrid Martins con il punteggio di 3-6, 6-4, [10-7].
Anna Danilina e Irina Chromačëva erano le campionesse in carica, ma entrambe hanno deciso di non partecipare a questa edizione del torneo.

## Teste di serie
1. Quinn Gleason /  Ingrid Martins (finale)

1. Eva Vedder /  Kimberley Zimmermann (quarti di finale)

## Wildcard
1. Vittoria Paganetti /  Federica Urgesi (semifinale)

## Tabellone

### Legenda
| - Q = Qualificato - WC = Wild card - LL = Lucky loser | - ALT = Alternate - SE = Special Exempt - PR = Protected Ranking | - w/o = Walkover - r = Ritirato - d = Squalificato |

|  | Quarti di finale | Quarti di finale          | Quarti di finale          | Quarti di finale | Quarti di finale |  |  | Semifinali | Semifinali             | Semifinali             | Semifinali                      | Semifinali |   |      | Finale | Finale                       | Finale | Finale | Finale |  |
|  |                  |                           |                           |                  |                  |  |  |            |                        |                        |                                 |            |   |      |        |                              |        |        |        |  |
|  | 1                | Q Gleason I Martins       | 6                         | 2                | [13]             |  |  |            |                        |                        |                                 |            |   |      |        |                              |        |        |        |  |
|  |                  | A Sharma K von Deichmann  | 3                         | 6                | [11]             |  |  | 1          | Q Gleason I Martins    | 6                      | 5                               | [11]       |   |      |        |                              |        |        |        |  |
|  |                  | V Lepchenko E Jašina      | V Lepchenko E Jašina      | 3                | 4                |  |  | WC         | V Paganetti F Urgesi   | 4                      | 7                               | [9]        |   |      |        |                              |        |        |        |  |
|  | WC               | V Paganetti F Urgesi      | V Paganetti F Urgesi      | 6                | 6                |  |  |            |                        |                        |                                 |            |   |      | 1      | Quinn Gleason Ingrid Martins | 6      | 4      | [7]    |  |
|  |                  | M Kozyreva I Šymanovič    | M Kozyreva I Šymanovič    | 7                | 6                |  |  |            |                        |                        | Marija Kozyreva Iryna Šymanovič | 3          | 6 | [10] |        |                              |        |        |        |  |
|  |                  | Y Cavallé Reimers A Gámiz | Y Cavallé Reimers A Gámiz | 67               | 3                |  |  |            | M Kozyreva I Šymanovič | M Kozyreva I Šymanovič | M Kozyreva I Šymanovič          | w/o        |   |      |        |                              |        |        |        |  |
|  |                  | M Chwalińska L Pigossi    | M Chwalińska L Pigossi    | 6                | 7                |  |  |            | M Chwalińska L Pigossi | M Chwalińska L Pigossi | M Chwalińska L Pigossi          |            |   |      |        |                              |        |        |        |  |
|  | 2                | E Vedder K Zimmermann     | E Vedder K Zimmermann     | 3                | 5                |  |  |            |                        |                        |                                 |            |   |      |        |                              |        |        |        |  |